# TJ Tatran Jakubčovice
TJ Tatran Jakubčovice je český fotbalový klub z Jakubčovic nad Odrou, který byl založen roku 1952. V sezoně 2014/15 vyhrál I. B třídu Moravskoslezského kraje – sk. D, od ročníku 2021/22 hraje Přebor Moravskoslezského kraje (5. nejvyšší soutěž).
Klub se od svého založení pohyboval pouze na okresní úrovni, do Okresního přeboru Novojičínska postoupil poprvé v sezoně 1965/66. Zlom nastal v sezoně 1999/00 historicky 4. postupem do Okresního přeboru Novojičínska.

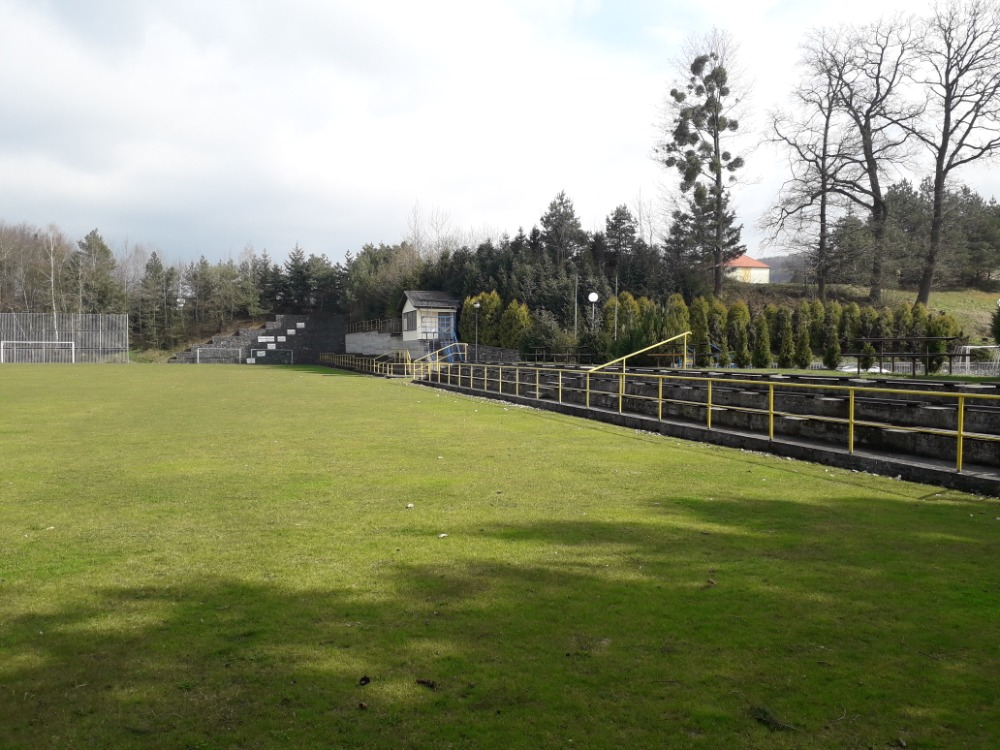
Stadion Jakubčovice

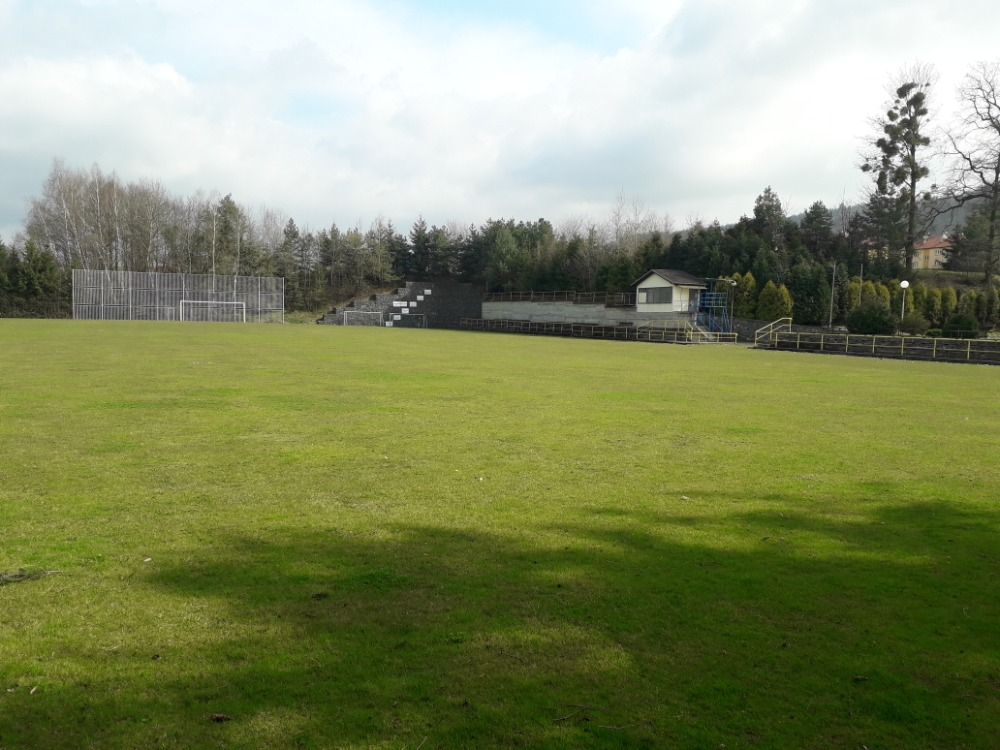
Stadion v Jakubčovicích

Byl to první postup z celkově sedmi v řadě, které se zastavily až postupem do 2. ligy. Za vzestupem stál majitel místního kamenolomu pan Josef Hájek, který celý klub finančně podporoval. 
Vytvořil tím tak rekord, který se bude velmi obtížně překonávat. 
Jeho sportovní snaha vyústila navrácením slavné Dukly Praha do profesionálních fotbalových soutěží.

## Umístění v jednotlivých sezonách
Stručný přehled
- 1999–2000: Okresní soutěž Novojičínska
- 2000–2001: Okresní přebor Novojičínska
- 2001–2002: I. B třída Slezské župy – sk. D
- 2002–2003: I. A třída Moravskoslezského kraje – sk. B
- 2003–2004: Přebor Moravskoslezského kraje
- 2004–2005: Divize E
- 2005–2006: Moravskoslezská fotbalová liga
- 2006–2007: 2. liga
- 2007–2008: I. A třída Moravskoslezského kraje – sk. A
- 2008–2009: Přebor Moravskoslezského kraje
- 2009–2010: Divize E
- 2010–2015: I. B třída Moravskoslezského kraje – sk. D
- 2015–2021: I. A třída Moravskoslezského kraje – sk. A
- 2021–: Přebor Moravskoslezského kraje

Jednotlivé ročníky
Legenda: Z – zápasy, V – výhry, R – remízy, P – porážky, VG – vstřelené góly, OG – obdržené góly, +/- – rozdíl skóre, B – body, červené podbarvení – sestup, zelené podbarvení – postup, fialové podbarvení – reorganizace, změna skupiny či soutěže
| Česko (1999 – ) |                                            |        |    |    |    |    |     |    |     |    |        |
| Sezóny          | Liga                                       | Úroveň | Z  | V  | R  | P  | VG  | OG | +/- | B  | Pozice |
| 1999/00         | Okresní soutěž Novojičínska                | 9      | …  | …  | …  | …  | …   | …  | …   | …  | 1.     |
| 2000/01         | Okresní přebor Novojičínska                | 8      | …  | …  | …  | …  | …   | …  | …   | …  | 1.     |
| 2001/02         | I. B třída Slezské župy – sk. D            | 7      | …  | …  | …  | …  | …   | …  | …   | …  | 1.     |
| 2002/03         | I. A třída Moravskoslezského kraje – sk. B | 6      | 26 | 22 | 4  | 0  | 101 | 20 | +81 | 70 | 1.     |
| 2003/04         | Přebor Moravskoslezského kraje             | 5      | 30 | 24 | 5  | 1  | 86  | 17 | +69 | 77 | 1.     |
| 2004/05         | Divize E                                   | 4      | 30 | 20 | 7  | 3  | 69  | 22 | +47 | 67 | 1.     |
| 2005/06         | Moravskoslezská fotbalová liga             | 3      | 30 | 17 | 10 | 3  | 49  | 21 | +28 | 61 | 1.     |
| 2006/07         | 2. liga                                    | 2      | 30 | 10 | 7  | 13 | 35  | 44 | −9  | 37 | 11.    |
| 2007/08         | I. A třída Moravskoslezského kraje – sk. A | 6      | 26 | 22 | 4  | 0  | 72  | 15 | +57 | 70 | 1.     |
| 2008/09         | Přebor Moravskoslezského kraje             | 5      | 30 | 19 | 9  | 2  | 68  | 26 | +42 | 66 | 1.     |
| 2009/10         | Divize E                                   | 4      | 30 | 17 | 9  | 4  | 47  | 22 | +25 | 60 | 2.     |
| 2010/11         | I. B třída Moravskoslezského kraje – sk. D | 7      | 26 | 14 | 4  | 8  | 53  | 27 | +26 | 46 | 2.     |
| 2011/12         | I. B třída Moravskoslezského kraje – sk. D | 7      | 26 | 16 | 3  | 7  | 55  | 29 | +26 | 51 | 2.     |
| 2012/13         | I. B třída Moravskoslezského kraje – sk. D | 7      | 26 | 14 | 2  | 10 | 64  | 41 | +23 | 44 | 6.     |
| 2013/14         | I. B třída Moravskoslezského kraje – sk. D | 7      | 26 | 15 | 2  | 9  | 52  | 40 | +12 | 47 | 3.     |
| 2014/15         | I. B třída Moravskoslezského kraje – sk. D | 7      | 26 | 19 | 4  | 3  | 62  | 33 | +29 | 61 | 1.     |
| 2015/16         | I. A třída Moravskoslezského kraje – sk. A | 6      | 26 | 15 | 2  | 9  | 59  | 41 | +18 | 47 | 4.     |
| 2016/17         | I. A třída Moravskoslezského kraje – sk. A | 6      | 26 | 13 | 4  | 9  | 58  | 42 | +16 | 43 | 2.     |
| 2017/18         | I. A třída Moravskoslezského kraje – sk. A | 6      | 26 | 10 | 5  | 11 | 48  | 51 | −3  | 35 | 9.     |
| 2017/18         | I. A třída Moravskoslezského kraje – sk. A | 6      | 26 | 10 | 5  | 11 | 48  | 51 | -3  | 35 | 9.     |
| 2018/19         | I. A třída Moravskoslezského kraje – sk. A | 6      | 24 | 14 | 5  | 5  | 61  | 36 | +25 | 47 | 3.     |
| 2019/20         | I. A třída Moravskoslezského kraje – sk. A | 6      | 13 | 7  | 2  | 4  | 29  | 21 | +8  | 23 | 5.     |
| 2020/21         | I. A třída Moravskoslezského kraje – sk. A | 6      | 9  | 9  | 0  | 0  | 29  | 6  | +23 | 27 | 1.     |
| 2021/22         | Přebor Moravskoslezského kraje             | 5      | 28 | 14 | 3  | 11 | 49  | 46 | +3  | 45 | 8.     |
| 2022/23         | Přebor Moravskoslezského kraje             | 5      | 30 | 10 | 6  | 14 | 57  | 58 | -1  | 36 | 10.    |
| 2023/24         | Přebor Moravskoslezského kraje             | 5      | 30 | 11 | 4  | 15 | 52  | 64 | -12 | 37 | 11.    |
| 2024/25         | Přebor Moravskoslezského kraje             | 5      | 28 | 13 | 2  | 13 | 52  | 51 | +1  | 41 | 6.     |

Poznámky:
- 2006/07: "A" Klub po sezoně bezplatně převedl druholigovou licenci Dukle Praha a podal přihlášku do I. A třídy Moravskoslezského kraje – sk. A.
- 2009/10: Klub se po sezoně odhlásil z Divize E a podal přihlášku do I. B třídy Moravskoslezského kraje – sk. D.
- 2019/20: Sezona nedohrána kvůli pandemii covidu-19.
- 2020/21: Sezona nedohrána kvůli pandemii covidu-19.